# Хакан Унсал
Хакан Унсал (тур. Hakan Ünsal, нар. 14 травня 1973, Сіноп) — турецький футболіст, лівий захисник.
Насамперед відомий виступами за «Галатасарай» та національну збірну Туреччини.
П'ятиразовий чемпіон Туреччини. Володар Кубка УЄФА. Володар Суперкубка УЄФА.

## Клубна кар'єра
У дорослому футболі дебютував 1993 року виступами за команду клубу «Карабюкспор», в якій провів один сезон, взявши участь у 26 матчах чемпіонату.
Своєю грою за цю команду привернув увагу представників тренерського штабу клубу «Галатасарай», до складу якого приєднався 1994 року. Відіграв за стамбульську команду наступні вісім сезонів своєї ігрової кар'єри. За цей час п'ять разів виборював титул чемпіона Туреччини, ставав володарем Кубка УЄФА, володарем Суперкубка УЄФА.
Протягом 2002—2003 років захищав кольори команди клубу «Блекберн Роверз».
2003 року повернувся до клубу «Галатасарай». Цього разу провів у складі його команди два сезони. Більшість часу, проведеного у складі «Галатасарая», був основним гравцем захисту команди.
Завершив професійну ігрову кар'єру у нижчоліговому клубі «Чайкур Різеспор», за команду якого виступав протягом 2005—2006 років.

## Виступи за збірну
1996 року дебютував в офіційних матчах у складі національної збірної Туреччини. Протягом кар'єри у національній команді, яка тривала 9 років, провів у формі головної команди країни 33 матчі.
У складі збірної був учасником чемпіонату Європи 2000 року у Бельгії та Нідерландах, а також чемпіонату світу 2002 року в Японії і Південній Кореї, на якому команда здобула бронзові нагороди.

## Титули і досягнення
- Чемпіон Туреччини (5):

«Галатасарай»: 1996-97, 1997-98, 1998-99, 1999-00, 2001-02
- Володар Кубка Туреччини (4):

«Галатасарай»: 1995-96, 1998-99, 1999-00, 2004-05
- Володар Суперкубка Туреччини (2):

«Галатасарай»: 1996, 1997
- Володар Кубка УЄФА (1):

«Галатасарай»: 1999-00
- Володар Суперкубка УЄФА (1):

«Галатасарай»: 2000
- Бронзовий призер чемпіонату світу: 2002